# FC Nõmme United
FC Nõmme United, bildad 2000 under namnet Eesti Telefoni SK, är en fotbollsförening från Tallinn i Estland. 

## Placering tidigare säsonger
| Säsong | Nivå | Liga         | Placering | Referens | Notering |
| ------ | ---- | ------------ | --------- | -------- | -------- |
| 2020   | 2    | Esiliiga     | 3         | [ 1 ]    |          |
| 2021   | 2    | Esiliiga     | 4         | [ 2 ]    |          |
| 202    | 2    | Esiliiga     | 6         | [ 3 ]    |          |
| 2023   | 2    | Esiliiga     | 1         | [ 4 ]    |          |
| 2024   | 1    | Meistriliiga | 10        | [ 5 ]    |          |